# Bayerisches Eisenbahnmuseum

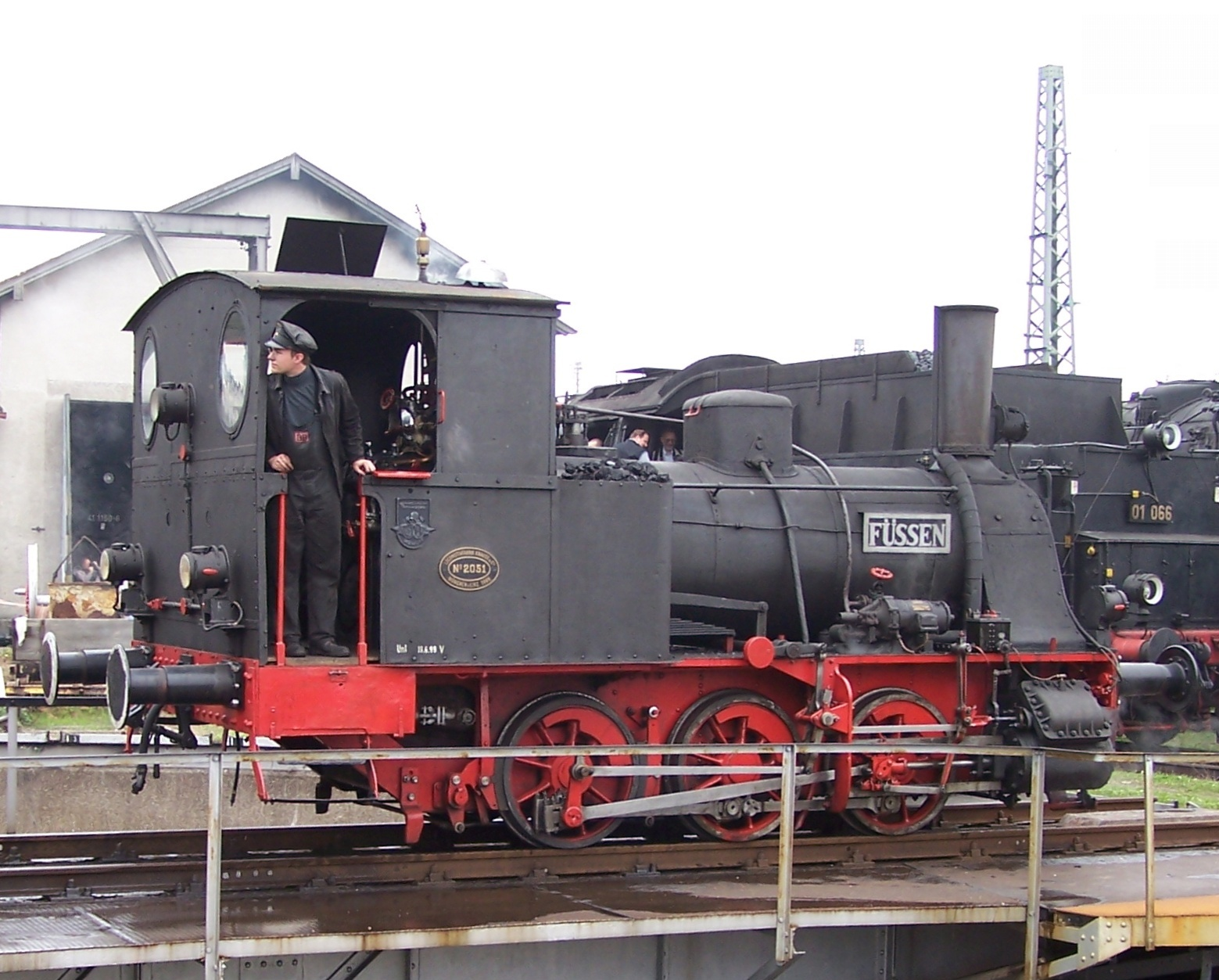
Die Dampflok Füssen ist für das BEM im Einsatz

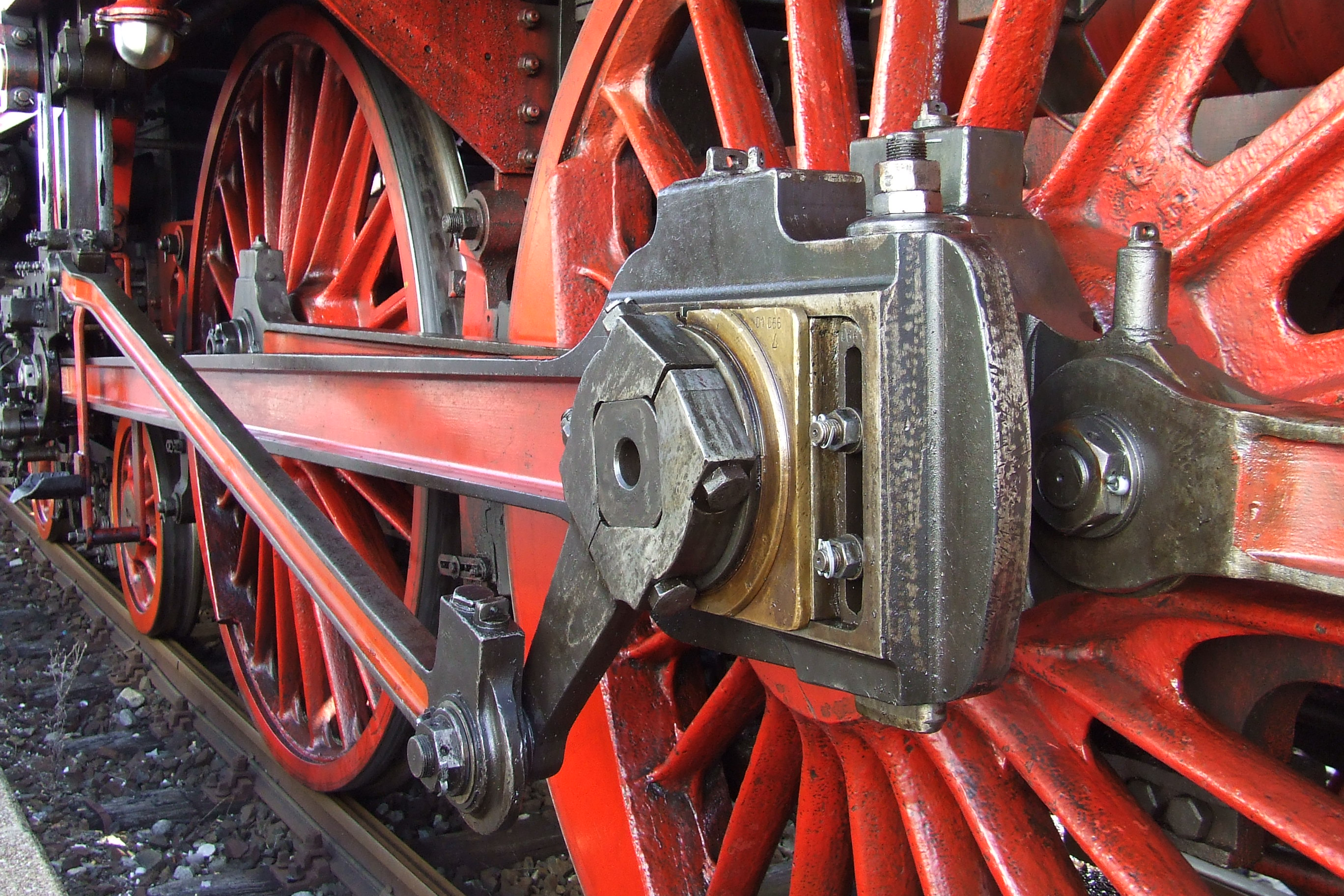
Treibstange der museumseigenen Dampflok 01 066

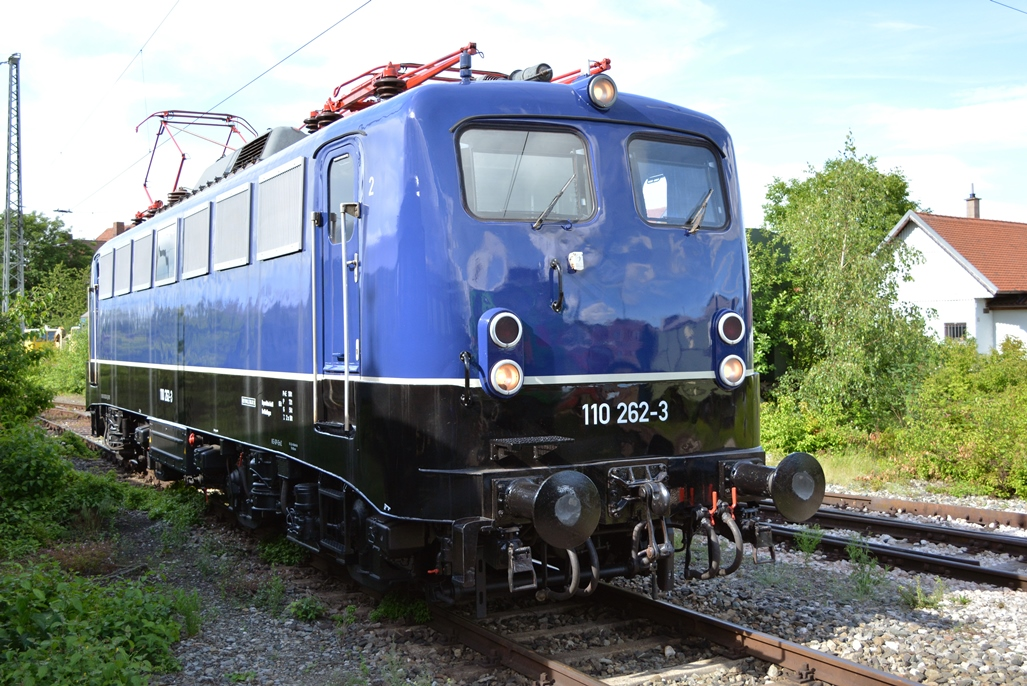
139 262–0 als 110 262-3 in Nördlingen

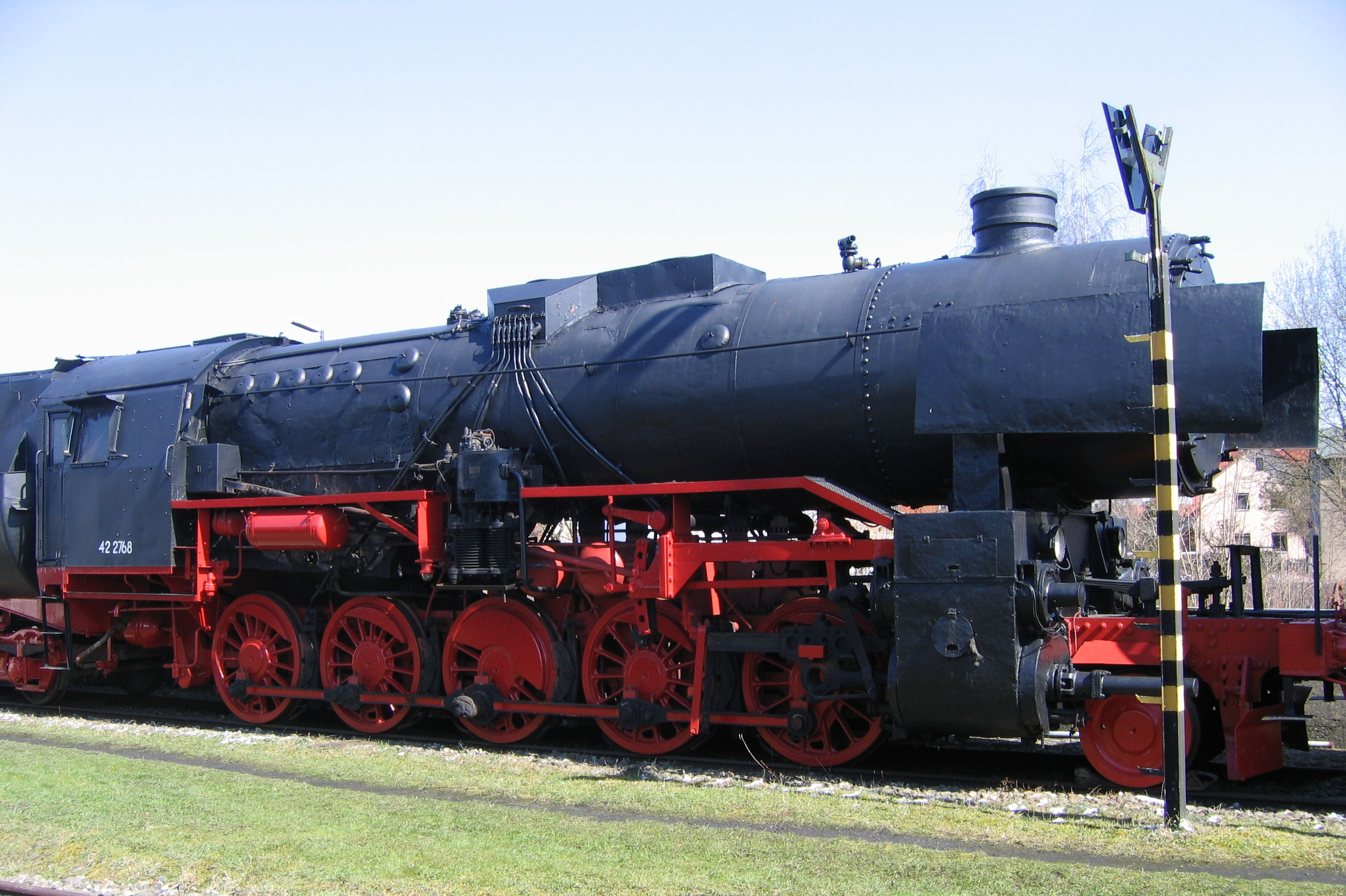
Dampflok der Baureihe 42 (Kriegslokomotive) im BEM

Das Bayerische Eisenbahnmuseum (BEM) ist ein privates Eisenbahnmuseum in Nördlingen, das 1985 seine Fahrzeugsammlung auf dem Gelände des 1982 stillgelegten Bahnbetriebswerks Nördlingen unterbrachte. Mit über zweihundert Originalfahrzeugen ist es das größte private Eisenbahnmuseum Süddeutschlands. Über die ausgestellten Stücke hinaus verfügt das Museum über eine größere Anzahl an weiteren Objekten, deren Aufarbeitung noch ansteht und die nach und nach in einen ausstellungsfähigen Zustand gebracht werden. Träger des Museums ist ein gleichnamiger Verein, der sich fast nur aus Mitgliedsbeiträgen, Eintrittsgeldern, Spenden und den Erlösen aus Fahrten bzw. Veranstaltungen finanziert. Einzelne Projekte werden durch Sponsoren unterstützt. Das Areal des Museums erstreckt sich über ca. 3,5 Hektar (35.000 m²); die Anlagen des ehemaligen Bahnbetriebswerkes sind weitgehend erhalten bzw. wieder aufgebaut und umfassen einen 15-ständigen Lokschuppen mit Drehscheibe, die ehemalige Triebwagenhalle, einen funktionsfähigen Wasserturm, das ehemalige Verwaltungsgebäude, Werkstätten, Lokbehandlungsanlagen, Abstellgleise und vieles mehr.

## Geschichte

### Historische Anlagen
Bereits 1848/49 entstand mit dem Bau der Ludwig-Süd-Nord-Bahn von Lindau nach Hof in Nördlingen eine Werkstätte für die Instandhaltung von Lokomotiven und Wagen, Nördlingen wurde damit Sitz eines Bahnamtes und einer Betriebswerkstätte. Aus dieser Zeit ist nach einer kriegsbedingten Zerstörung 1945 lediglich die Mauer zwischen den Werkstätten und dem Langhaus erhalten. Der heutige Trakt 3 des Segmentlokschuppens stammt in seinen originalen Hauptbestandteilen aus der ersten Erweiterungsphase des Werks, die bereits 1851 erfolgte; die Trakte 1 und 2 folgten. Diese Trakte wurden später aufgrund der größeren Längenmaße der neuen Lokomotiven nach vorne und teilweise auch nach hinten erweitert, d. h. angebaut, was eine gewisse Engstellung der Gleise zur Drehscheibe hin zur Folge hatte. Die Werkstattgebäude stammen aus der Zeit um 1930, ebenso der Grundriss der erst als „Montirung“ bezeichneten Triebwagenhalle, sie wurde in den 30er Jahren mehrfach umgebaut, 1945 völlig zerstört und anschließend neu erbaut. Die Anlagen wurden im Laufe der Zeit bis 1937 ständig erweitert und dem Bedarf angepasst. Die letzte Erweiterung wurde von 1935 bis 1937 vorgenommen, als die Lokschuppenstände verlängert und eine 20-Meter-Drehscheibe eingebaut wurde.
Einen großen Einschnitt in die Geschichte brachten die Luftangriffe des Zweiten Weltkrieges in den Jahren 1944 und 1945, als weite Teile des Betriebswerks zerstört wurden. Verschont blieben lediglich Trakt 2 und 3 des Segmentlokschuppens, die Werkstattgebäude und der Wasserturm. Die Anlagen wurden noch in den Jahren bis 1949, teilweise modernisiert, wieder aufgebaut.
In einer kurzen Blütezeit erlebte das Betriebswerk noch die Zuteilung von Dieseltriebfahrzeugen (V 100 und VT 98) und Akkutriebwagen (ETA 150). Schon 1966 endete die planmäßige Beheimatung von Dampflokomotiven. Mit der Elektrifizierung der Bahnstrecke Augsburg–Nördlingen, der Bahnstrecke Stuttgart-Bad Cannstatt–Nördlingen und der Bahnstrecke Ingolstadt–Neuoffingen wurden aber bald auch viele Dieseltriebfahrzeuge entbehrlich, sodass 1982 das Betriebswerk als eigenständige Dienststelle geschlossen wurde. Die Stilllegungen der von Nördlingen ausgehenden Nebenbahnen taten ihr Übriges, um auch im benachbarten Bahnhof Nördlingen Stille einkehren zu lassen. 1985 zog sich auch die Bahnmeisterei aus dem Gelände zurück und der Betrieb als Außenstelle des Betriebswerkes Augsburg wurde beendet.

### Trägerschaft
Am 15. Juni 1969 gründeten Eisenbahnenthustiasten den Pfiffclub 52 1919 Kondens, der sich danach in EC 18 528 und schließlich in Eisenbahnclub München (ECM) umbenannte. Unter anderem erwarb er historische Eisenbahnfahrzeuge und stellte sie an verschiedenen Standorten in München, aus, doch die wachsende Sammlung litt zunehmend an Raumnot. Darüber hinaus betrieb der Verein seit 1981 die Museumsbahn Monheim–Fünfstetten, deren Fahrzeugpark jeweils im ehemaligen Bahnbetriebswerk Nördlingen überwinterte. Im Herbst 1985 übernahm der Verein das gesamte Areal dieses Bahnbetriebswerkes mit dem Ziel, es als zentrale Ausstellungsfläche für seinen Fahrzeugbestand zu nutzen. Aus diesem Anlass erfolgte einen nochmalige Änderung des Vereinsnamens in Bayerisches Eisenbahnmuseum e. V. Seitdem wurde in mühevoller Kleinarbeit versucht, aus den seinerzeit teilweise demontierten Anlagen wieder ein komplett funktionsfähiges Bahnbetriebswerk einzurichten. So mussten einige Gleise neu verlegt und etliche Lokschuppenstände wieder an die Drehscheibe angeschlossen werden. Daneben wurden noch drei Wasserkräne neu installiert, um den Zustand der Dampflokomotivzeit zu erhalten.

## Museumskonzept
Ziel des Museums ist es, dem Besucher ein Betriebswerk der 1950er Jahre zu zeigen.
Ein wesentlicher Bestandteil des Museumskonzeptes ist die betriebsfähige (und somit aufwendige und teure) Präsentation von unterschiedlichen Fahrzeugen. Die Bahnstrecken von Nördlingen nach Feuchtwangen (Endbahnhof dieser Strecke ist Dombühl) und nach Gunzenhausen ermöglichen unterschiedliche Zugzusammenstellungen; den Fahrgästen soll Gelegenheit gegeben werden, vergangene Zeiten der Eisenbahn hautnah im realen Verkehr nochmals zu erleben. An bestimmten Veranstaltungen werden Maschinen im Museum im Betrieb gezeigt bzw. Fahrten auf den genannten Stecken durchgeführt. Geprüfte Vereinsmitglieder übernehmen dabei die notwendigen eisenbahntechnischen Funktionen. Da mehrere Schnellzuglokomotiven betriebsfähig sind, kann ein Fernfahrtenprogramm mit Sonderzügen in Eigenregie angeboten werden. Durch die Dampflokomotiven werden Ruß und Wasser im Betrieb abgegeben, es muss deshalb mit einem gewissen Schmutzanteil an einzelnen Fahrzeugen gerechnet werden. Erwähnenswert ist im Zusammenhang der musealen Ausstellung die Jugendgruppe, die selbständig Objekte aus dem Fundus vom „Schrotthaufen“ zur Ausstellungslok aufarbeitet.

### Bahnbetrieb

#### Museumsbahnen

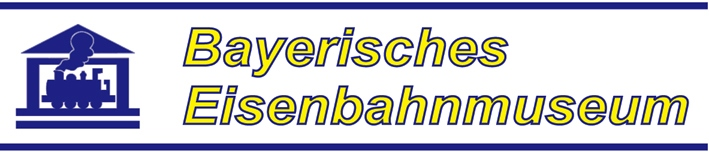
Logo Bayerisches Eisenbahnmuseum

Der Verein Bayerisches Eisenbahnmuseum e. V. führt mittels seiner Tochtergesellschaft, der BayernBahn GmbH auf der Strecke von Nördlingen bis Gunzenhausen (Länge 39 km) und auf dem verbliebenen Abschnitt Landshut–Neuhausen der Bahnstrecke Landshut–Rottenburg (Länge 15 km) Verkehr mit historischen Fahrzeugen der Spurweite 1435 mm mit Dampf- oder Dieselbetrieb durch. Teilweise findet der Museumsbahnbetrieb auf Abschnitten der Bahnstrecke Augsburg–Nördlingen, welche durch das BEM meist bis Donauwörth befahren wird, statt. Auf dieser Strecke können Züge mittels elektrischer Oberleitung (15 kV, 16 2/3 Hz-Wechselstrom) gefahren werden. Durch mehrere betriebsfähige Schnellzugdampflokomotiven ist es möglich, ein Fernfahrtenprogramm (in der Regel Tagesausflüge) mit wechselnden Zielen durchzuführen, in der Adventszeit werden Stadtrundfahrten in München und Landshut angeboten.

#### BayernBahn GmbH

Logo BayernBahn Infra GmbH

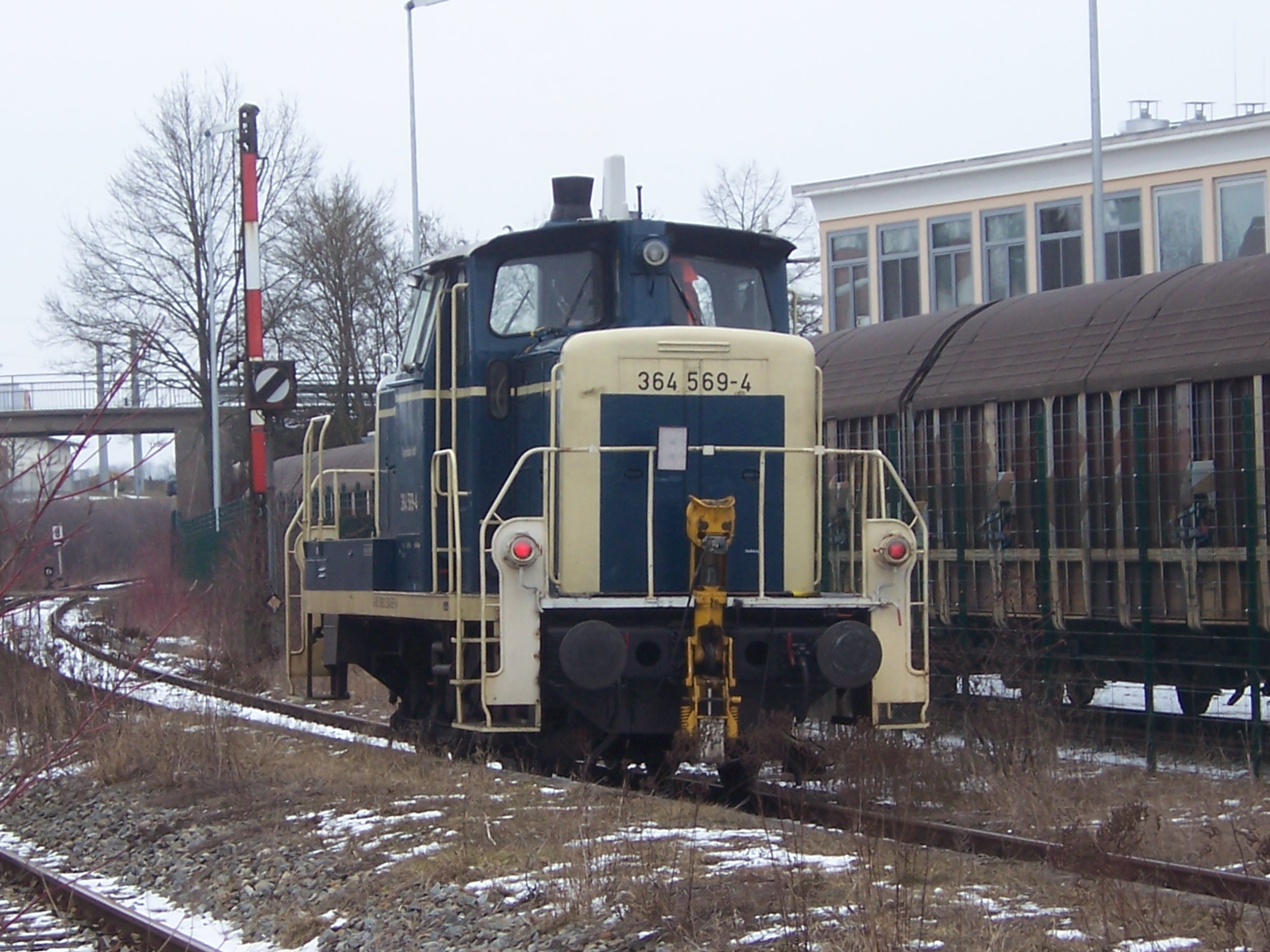
Auch mit der 364 569 führt die BayernBahn seit Beginn des Jahres 2010 den Güterverkehr zwischen Wassertrüdingen und Gunzenhausen durch

Die Tochtergesellschaft BayernBahn GmbH (früher BayernBahn Betriebsgesellschaft mbH) (BayernBahn) betreibt als Eisenbahninfrastrukturunternehmen die eigene Strecke von Nördlingen nach Gunzenhausen, sowie die von DB Netz gepachtete Bahnstrecke Landshut–Neuhausen; diese weisen zusammen eine Gesamtlänge von 54 Kilometern auf. Als Ausgliederung wurde hierfür die BayernBahn Infra GmbH gegründet. Als Eisenbahnverkehrsunternehmen stellt die BayernBahn Leistungen im Güterverkehr/Cargo-Logistik, im Bereich Arbeitszüge/Baulogistik und Sonderverkehr, wie Sonderfahrten (auch mit Museumsfahrzeugen) und Schiebelokomotiven. Durch die gute Werkstattausstattung des ehem. Betriebswerkes können ebenso Werkstattleistungen zur Wartung, Reparatur, Instandhaltung oder Aufarbeitung externer Fahrzeuge angeboten werden.
Seit einigen Jahren werden zudem teils stattliche Güterzüge im Nördlinger Umkreis gefahren, so z. B. Holz und Holzprodukte. Hierbei werden normalerweise Dieselloks der Baureihen V 100, V 90 und V 60 genutzt, teilweise aber auch die Dampfloks des Museums. Seit Januar 2010 befährt Montag bis Freitag ein Güterzug den Streckenabschnitt zwischen Wassertrüdingen und Gunzenhausen mit einer V 60. Diese holt den Zug bei der Firma Schwarzkopf ab, bringt ihn nach Gunzenhausen und übergibt ihn einer Lok der Baureihe 139, die ihn nach Düsseldorf-Reisholz in das Logistikzentrum der Firma Henkel bringt. Der Zug besteht aus 16 bis 20 gedeckten Güterwagen sowie meist einem Kesselwagen.

## Betriebsfähige Exponate
Eine Auswahl der betriebsfähigen Lokomotiven (Stand Mai 2025, Maschinen teilweise im Besitz der BayernBahn GmbH):

### Dampflokomotiven
- 6601 (Dampfspeicherlok), Baujahr 1912
- Lok 3, Baujahr 1914
- 01 066 (Kohlebefeuerung), Baujahr 1928
- 01 180 (Kohlebefeuerung), Baujahr 1936
- Lok 9, Baujahr 1941
- 52 8168 (Kohlebefeuerung), Baujahr 1943
- 50 4073 (Kohlebefeuerung) Baujahr 1960

### Diesellokomotiven
- Köf 0116, Baujahr 1934
- VT98 9522 + 998 724 (Schienenbus, Triebwagen mit Steuerwagen), Baujahr 1955
- 701 028 (Turmtriebwagen), Baujahr 1958
- 363 661, Baujahr 1959
- 323 703, Baujahr 1959
- 350 001, Baujahr 1960
- 362 888, Baujahr 1960
- 364 569, Baujahr 1960
- V 60 848, Baujahr 1960
- 362 407, Baujahr 1960
- 362 888, Baujahr 1960
- V 100 1365, Baujahr 1963
- 363 212, Baujahr 1963
- V 100 2100, Baujahr 1964
- 332 092, Baujahr 1963
- 365 214, Baujahr 1963
- 212 284, Baujahr 1965
- 295 087, Baujahr 1977
- VT 2.39 und VT 2.42, Baujahr 1976
- u. a.

Über diese betriebsfähigen Exemplare hinaus sind eine Reihe historischer Diesellokomotiven ausgestellt.

### Elektrolokomotiven
- E 63 02, Baujahr 1935
- E 94 192, Baujahr 1956
- 111 036, Baujahr 1976
- 113 267, Baujahr 1962
- 139 262 (Umbau aus 110 262, beschriftet als 110 262), Baujahr 1962
- 139 287, Baujahr 1963
- 139 309, Baujahr 1964
- 139 314, Baujahr 1964
- 140 432, Baujahr 1963
- 140 438, Baujahr 1963
- 140 850, Baujahr 1972
- 140 856, Baujahr 1973
- 142 130, Baujahr 1967
- 151 001, Baujahr 1972
- 151 002, Baujahr 1973
- 151 016, Baujahr 1973
- 151 038, Baujahr 1976
- 151 073, Baujahr 1974
- 151 119, Baujahr 1976
- u. a.

Über diese betriebsfähigen Exemplare hinaus sind eine Reihe historischer Elektrolokomotiven ausgestellt, darunter eine zum Schneepflug umgebaute E 3604 aus dem Jahr 1914 sowie die 103 136 aus dem Jahr 1971 und die bekannte Vorserienlokomotive E03 002 aus dem Jahr 1965.

### In Aufarbeitung
- 64 520, Baujahr 1941

## Weitere, derzeit nicht betriebsfähige Dampflokomotiven
| Baureihe                               | Hersteller                                | Baujahr/Fabriknummer | Bemerkung                                                                                     |
| -------------------------------------- | ----------------------------------------- | -------------------- | --------------------------------------------------------------------------------------------- |
| 01 024                                 | Henschel                                  | 1927/20827           | Ersatzteilspender – nicht ausgestellt                                                         |
| 18 602                                 | Henschel                                  | 1930/21747           | Radsätze Lok und Tender, Teile des Rahmens erhalten                                           |
| 22 029                                 | Linke-Hofmann-Busch                       | 1924/2925            | Ersatzteilspender im Freigelände                                                              |
| 22 064                                 | Henschel                                  | 1924/20216           | Exponat im Freigelände                                                                        |
| 38 3180                                | Linke-Hofmann-Busch                       | 1921/2257            | Exponat im Lokschuppen                                                                        |
| 38 3199                                | Linke-Hofmann-Busch                       | 1921/2276            | Exponat in Vorbereitung                                                                       |
| 41 303                                 | Jung                                      | 1939/8692            | nicht ausgestellt                                                                             |
| 41 364                                 | Jung                                      | 1941/9322            | Exponat im Freigelände                                                                        |
| 41 1150-6                              | Schichau                                  | 1939/3356            | abgestellt – nicht ausgestellt, 90 80 0041 150-8 D-BYB (europäische Fahrzeugregisternummer)   |
| 42 2768                                | Wiener Lokomotivfabrik Floridsdorf        | 1944/17654           | Exponat im Freigelände                                                                        |
| 44 381                                 | Maschinenfabrik Esslingen                 | 1941/4446            | Exponat im Lokschuppen                                                                        |
| 44 546                                 | Krauss-Maffei                             | 1941/16151           | betriebsfähig, 90 80 0044 546-4 D-BYB (europäische Fahrzeugregisternummer)                    |
| 44 606                                 | Krupp                                     | 1941/2254            | Exponat im Freigelände                                                                        |
| 44 1489                                | Creusot (Schneider & Cie)                 | 1943/4731            | nicht ausgestellt                                                                             |
| 50 0072-4                              | Krauss-Maffei                             | 1940/15832           | abgestellt, 90 80 0053 502-5 D-BYB (europäische Fahrzeugregisternummer) – nicht ausgestellt   |
| 50 778                                 | Henschel                                  | 1941/25862           | Exponat im Lokschuppen                                                                        |
| 50 955                                 | Krupp                                     | 1941/2320            | Exponat im Freigelände, z. Zt. in Komplettierung                                              |
| 50 3520                                | Berliner Maschinenbau-Actien-Gesellschaft | 1941/11622           | nicht ausgestellt                                                                             |
| 50 3600                                | Henschel                                  | 1941/25859           | Exponat im Lokschuppen                                                                        |
| 52 2195                                | Henschel                                  | 1943/27046           | Exponat im Freigelände                                                                        |
| 52 3548                                | Krauss-Maffei                             | 1943/16685           | Exponat im Lokschuppen                                                                        |
| 54 1695                                | Maffei                                    | 1922/5395            | Bayerische G 3/4 H, nur Fragmente aus Bombenangriff erhalten, Exponat im Freigelände          |
| CFR 50.227 (57 3525)                   | Rheinmetall                               | 1926/913             | Exponat im Lokschuppen                                                                        |
| 64 094                                 | Maschinenbauanstalt Humboldt (Köln-Kalk)  | 1928/1821            | Exponat im Freigelände                                                                        |
| 64 520                                 | Jung                                      | 1941/9270            | nicht ausgestellt, Exponat z. Zt. in Aufarbeitung (zurzeit im Dampflokwerk Meiningen)         |
| 80 014                                 | Maschinenfabrik Buckau R. Wolf AG         | 1928/1228            | nicht ausgestellt                                                                             |
| 86 348                                 | WLF – Wiener Lokomotivfabrik Floridsdorf  | 1939/3521            | nicht ausgestellt, Exponat z. Zt. zerlegt                                                     |
| 89 837                                 | Krauss                                    | 1921/7917            | Bayerische R 3/3, Exponat im Lokschuppen                                                      |
| 91 406                                 | Schichau                                  | 1902/1184            | Denkmal am Eingang, Exponat z. Zt. in Aufarbeitung/Zerlegung für Umspurung                    |
| 94 1697                                | Berliner Maschinenbau-Actien-Gesellschaft | 1918/8401            | Exponat im Lokschuppen                                                                        |
| 7 „Füssen“                             | Krauss                                    | 1889/2051            | Fristablauf, nicht ausgestellt                                                                |
| 2, „Grüner Heiner“                     | Krauss                                    | 1929/8478            | Schmalspur, Denkmal am Eingang                                                                |
| -                                      | Maffei                                    | 1925/4273            | Schmalspur, baugleich „Grüner Heiner“, Denkmal am Eingang der BayernBahn GmbH                 |
| 3 „Luci“                               | Orenstein & Koppel                        | 1916/7790            | betriebsfähig, nicht ausgestellt, 90 80 0088 993-5 D-BYB (europäische Fahrzeugregisternummer) |
| 2 „Emma“                               | Krauss-Maffei                             | 1936/15585           | nicht ausgestellt, Exponat z. Zt. in Komplettierung                                           |
| Bayerische S 3/6 3673 (spätere 18 478) | Maffei                                    | 1918/4536            | Fristablauf                                                                                   |
| „Virgilio“                             | Maffei                                    | 1902/2311            | nicht ausgestellt                                                                             |
| 4                                      | Maffei                                    | 1913/3884            | Dampfspeicherlok, Exponat im Lokschuppen                                                      |
| 5                                      | Hohenzollern                              | 1918/3869            | Dampfspeicherlok, Exponat im Freigelände                                                      |
| -                                      | Krauss                                    | 1912/6601            | Dampfspeicherlok, betriebsfähig, Exponat im Lokschuppen                                       |
| TAG 8                                  | Krauss-Maffei                             | 1943/16317           | Fahrwerk ex E79 02, Exponat im Lokschuppen                                                    |